# بيني عومر
بيني عومر دبلوماسي إسرائيلي، كان سفيرا لإسرائيل لدى نيبال  منذ عام 2017 وكان سفيرا هنا أيضا من عام 1998 حتى عام 1999.  
وكان عومر سفيرا في كوت ديفوار  من عام 2009 حتى عام 2013، وسابقا في عام 2001، ومن عام 2003 حتى عام 2007 في الكاميرون. 